# Чувин, Александр Валентинович
Александр Валентинович Чувин (род. 10 марта 1952 года) — советский и российский художник, академик Российской академии художеств (2017).

## Биография
Родился 10 марта 1952 года.
В 1981 году — с отличием окончил факультет живописи Института живописи, скульптуры и архитектуры имени И. Е. Репина (сейчас Санкт-Петербургская академия художеств имени Ильи Репина), мастерская монументальной живописи, под руководством академика А. А. Мыльникова, где в дальнейшем и работает, в настоящее время — доцент кафедры живописи и композиции, в 2002 году избран деканом факультета живописи. Преподаватель живописи и композиции в мастерской монументальной живописи под руководством Сергея Репина (Санкт-Петербургская академия художеств имени Ильи Репина).
В 2013 году — избран членом-корреспондентом, в 2017 году — академиком Российской академии художеств от Отделения живописи.
Член Санкт-Петербургского Союза художников.

## Творческая деятельность
В составе творческих коллективов он принимал участие в создании росписей в Государственном музее политической истории (серия картин «Свержение самодержавия», «Смольный — штаб Октября», «На штурм старого мира»), работал над серией картин для музея Н. Г. Чернышевского в Саратове, выполнил картины для Музея исследователя Арктики Г. Я. Седова, творческая командировка на Дальний Восток стала основой нескольких жанровых картин, посвященных этому краю.
Участвовал в воссоздании художественного убранства Храма Христа Спасителя в Москве, где им были выполнены ряд житийных композиций и образов святых, за участие в которой был награждён медалью Российской Академии художеств.

## Награды
- Заслуженный деятель искусств Российской Федерации (2019)[1]
- Заслуженный художник Российской Федерации (2003)[2]